# Jasan na Strážném vrchu u Rumburku
Jasan na Strážném vrchu u Rumburku byl vyhlášen památným stromem v roce 1999. Nachází se v pozadí presbytáře pravoslavného chrámu Stětí sv. Jana Křtitele, dříve římskokatolického poutního kostelíku, na Strážném vrchu severovýchodně od města Rumburk v okrese Děčín. Byl zasazen současně s položením základního kamene kaple nebo u příležitosti jejího vysvěcení, tedy buď roku 1722 nebo 1725. Obvod kmene je 560 cm, výška 26 m. Zvláštností je větvení kmene již ve výšce 3-3,5 m a struktura rotace na jeho kůře.